# Dendropemon pauciflorus
Dendropemon pauciflorus là một loài thực vật có hoa trong họ Loranthaceae. Loài này được (Sw.) Tiegh. mô tả khoa học đầu tiên năm 1894.